# Dream Dubai Marina
Dream Dubai Marina (ehemals Marina 101) ist ein Wolkenkratzer am Ostrand der Dubai Marina in Dubai (VAE) der seit 2006 mit mehrmaligen Baustopps errichtet wurde.
Der nadelartig schlanke Turm als herausragender Teil eines Hochhausclusters ist 426,5 Meter hoch und hat 101 Etagen. In dem Gebäude sind einige hundert Hotelzimmer und Wohneinheiten entstanden. Architekt war das National Engineering Bureau. Im Februar 2011 wurden die Arbeiten ausgesetzt und im Juni wieder aufgenommen. Im Oktober 2011 ruhten die Arbeiten erneut, wurden allerdings Ende 2013 wieder aufgenommen.
2016 wurde das Gebäude offiziell eröffnet, jedoch erst 2017 endgültig fertiggestellt.

## Weblinks

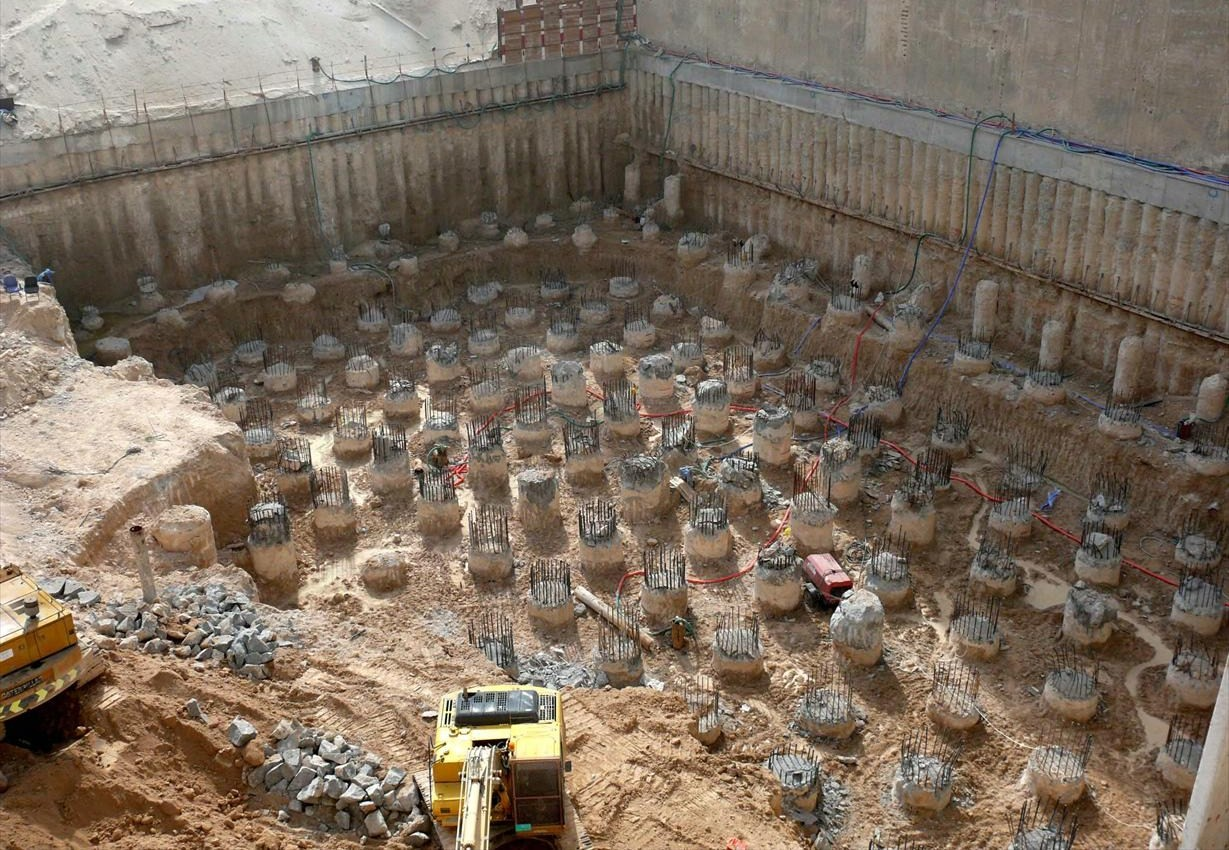
Fundamentarbeiten am 4. Januar 2008